# Nysson mimulus
Nysson mimulus är en stekelart som beskrevs av Valkeila 1964. Nysson mimulus ingår i släktet Nysson, och familjen Crabronidae. Enligt den finländska rödlistan är arten starkt hotad i Finland. Enligt den svenska rödlistan är arten sårbar i Sverige. Arten förekommer i Svealand och Nedre Norrland. Artens livsmiljö är torra gräsmarker.